# دانشگاه داروسازی ارما لرما رنهل
دانشگاه داروسازی ارما لرما رنهل (به انگلیسی: Irma Lerma Rangel College of Pharmacy) در محوطه دانشگاه تگزاس A&M کینگزویل قرار گرفته‌است. این دانشگاه تازه‌ترین بخش به مرکز علوم درمانی دانشگاه تگزاس ای اند ام میباشد. این دانشگاه در سال ۲۰۰۶ با پذیرش بیش از ۷۰ دانشجو در یک مجتمع ۱۴.۵ میلیون دلاری آغاز به کار کرد. هدف این دانشگاه جبران کمبود جمعیت داروساز در جنوب تگزاس است.